# Царицынская крепость
Царицынская крепость — деревянная крепость, с основания которой началась история Царицына, нынешнего Волгограда.

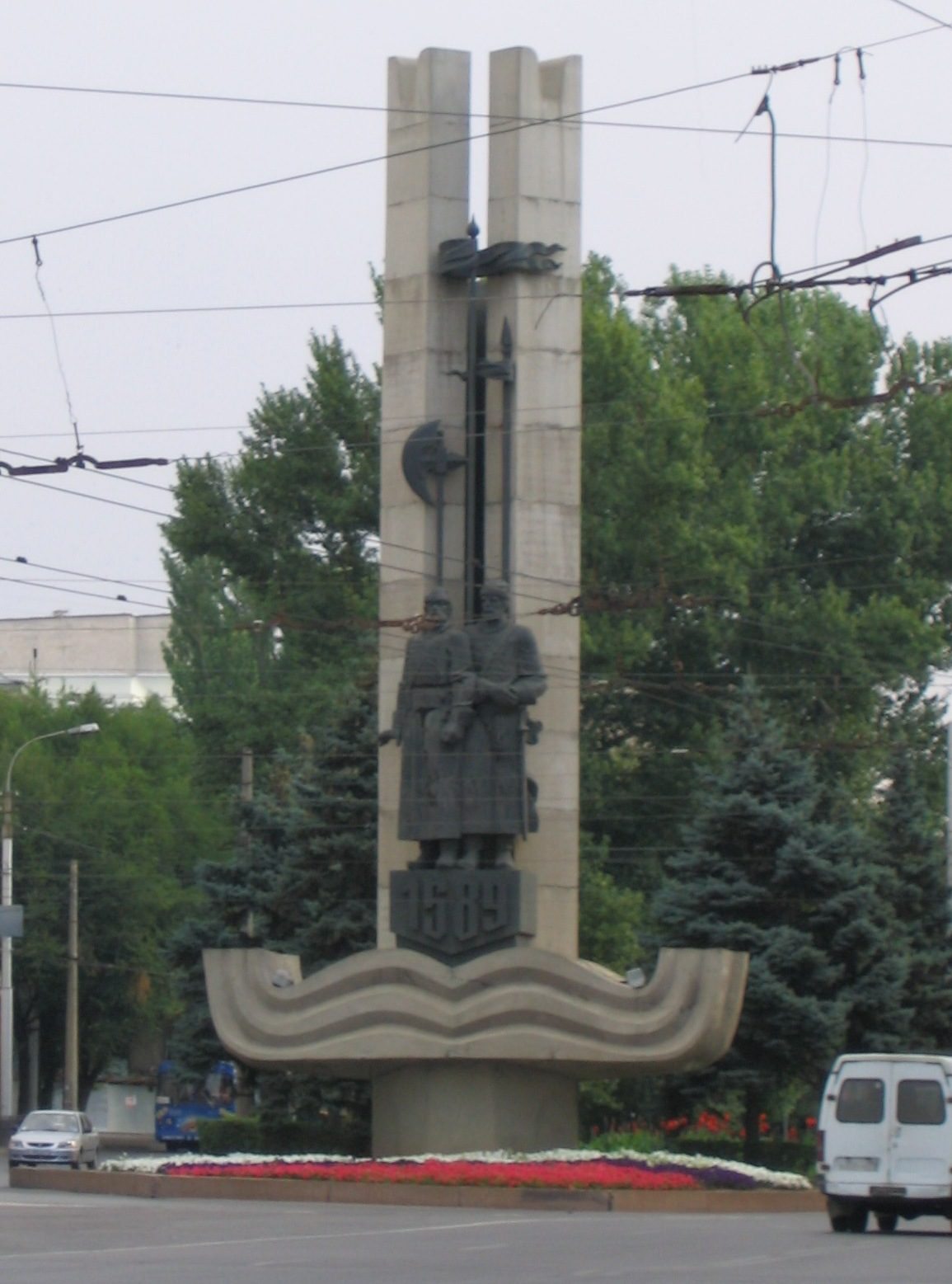
Памятник основателям города

Во времена Золотой Орды на территории Волгограда существовал город с неизвестным именем, контролировавший стратегически важную Волгодонскую переволоку. Этот город был, по-видимому, разрушен Тамерланом. Во второй половине XVI века, после взятия Казани русским войском, на острове Царицыне Иван Грозный держал небольшой гарнизон стрельцов, призванный охранять торговые караваны от нападений татар и казаков. В 1589 году царь Фёдор Иванович своим указом повелел казанским воеводам Григорию Засекину, Роману Алферьеву и Ивану Нащокину «на переволоке острог сделать». Новый город срубили из леса, сплавленного по Волге из Казани. Первоначально крепость располагалась при Царицыне острове, но в 1615 году, поскольку остров регулярно затоплялся при половодьях, укрепление перенесли на правый берег Волги к устью речки Царицы.
В Смутное время в Царицыне то и дело вспыхивали мятежи, в том числе в пользу Лжедмитрия I и Ивана Болотникова. Последний был подавлен астраханским воеводой Фёдором Шереметевым, который взял острог приступом. Крепость неоднократно подвергалась татарским набегам, а в 1630 году была захвачена и сожжена калмыками, однако её быстро восстановили. Небольшая крепость имела форму параллелограмма с шестью башнями, обращённого вытянутой стороной к реке Царице. С юга её защищала Волга, с запада — Царица, а с севера — довольно глубокий овраг. Наиболее уязвимой стороной являлась восточная. Протяжённость стен составляла 1657 м. Её стрелецкий гарнизон насчитывал 400 человек. По рисунку Адама Олеария видно, что крепость была обнесена острогом, а ворот должно было быть не менее двух-трёх. Название ворот, обращённых к Волге, известно, их звали Спасскими. За крепостной стеной виднеются крыши административных построек и жилых дворов, а также главки двух церквей, одна из которых — соборная. Внизу у берега Волги находилась пристань. У неё стоят многочисленные складские постройки, амбары и часовня. Среди них выделяются шатры приехавших для торговли кочевников.
В 1670 году Царицын открыл ворота разинцам, которые схватили воеводу Тимофея Тургенева и утопили в Волге. Во время Булавинского восстания в 1708 году Царицын с его гарнизоном в 500 человек осаждался на протяжении 40 дней повстанцами, которым в итоге удалось взять его. Однако вскоре они были выбиты из Царицына отрядом царских войск полковника Левингстона. В 1717 году Царицын подвергся нападению крымских и кубанских татар, с которыми были и бывшие булавинцы — казаки-некрасовцы. Крепость не была взята, однако сильно пострадали её предместья. В 1718—1720 годах между Волгой и Доном была сооружена Царицынская укреплённая линия длиной 60 вёрст, состоявшая из непрерывного земляного вала и рва. Царицынская крепость стала самой крупной из её пяти крепостей. В 1722 году Пётр I, возвращаясь из Персидского похода, лично посетил Царицынскую крепость и разработал проект её модернизации. Новая крепость обладала мощным земляным валом с бастионами, а также была расширена за счёт северного предместья. Северная стена кремля подлежала разборке.

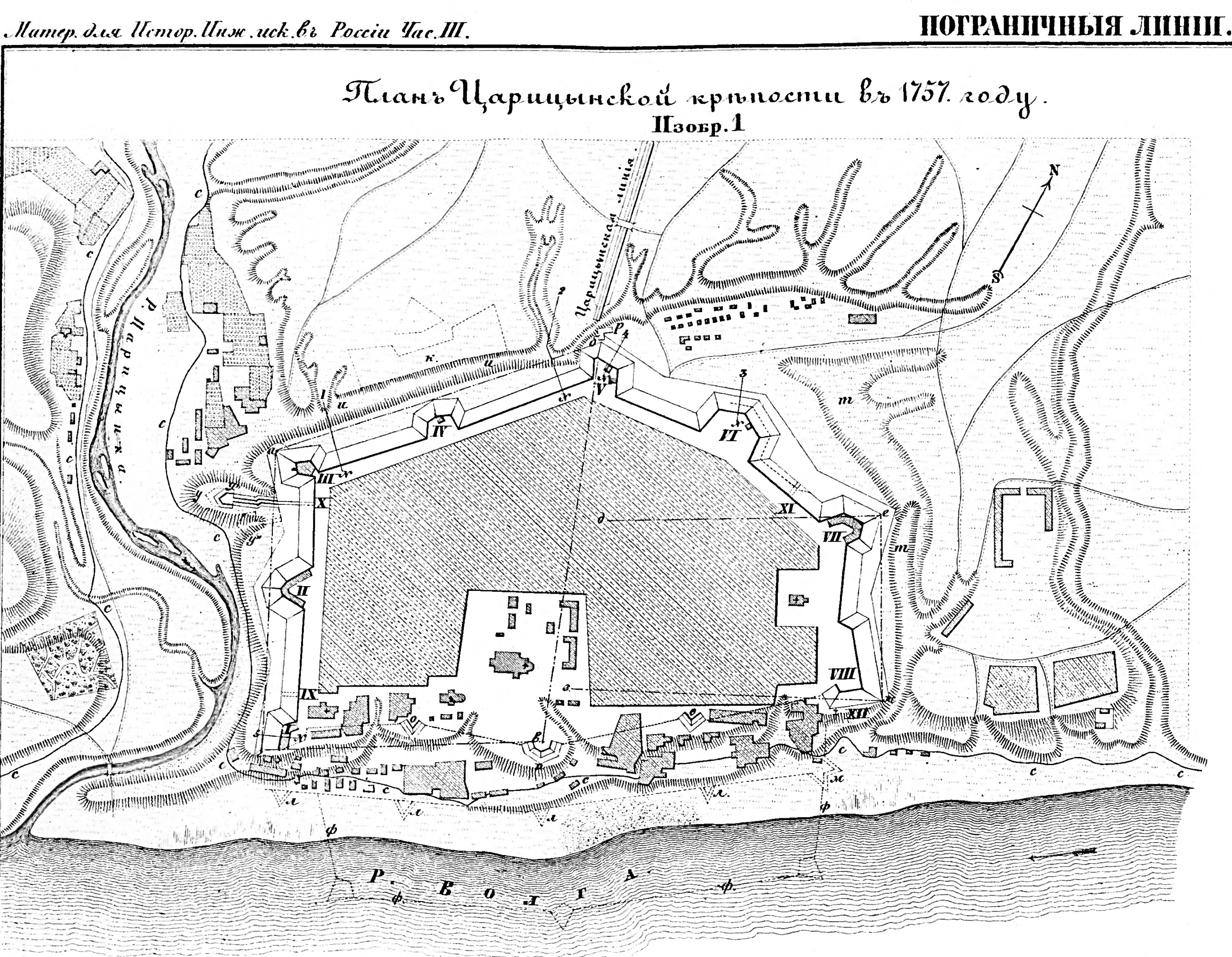
План Царицынской крепости в 1757 году

По плану 1731 года ядром Царицынской крепости по-прежнему являлся деревянный кремль, обнесённый с трёх сторон рубленной стеной, а со стороны речки Царицы — острогом. Стена имела 13 деревянных башен и одну каменную, а также два земляных раската на восточной стороне, обшитых досками. В крепость вели четверо ворот: Донские с восточной стороны, Пречистенские и Волжская калитка от Волги, четвёртые безымянные ворота выходили к Царице. Четыре башни венчали углы крепости, а пятая стояла рядом с Донскими воротами, перекрывая фланговым огнём подступы к ним с наиболее опасной восточной стороны. Круглая каменная башня помещалась посреди стены, обращённой к Царице. Внутри кремля располагались административная и жилая застройка., а вдоль Волжской стены рядком стояли три деревянные церкви. Двор коменданта занимал юго-восточный угол крепости. С восточной стороны к кремлю примыкала Солдатская слобода, окружённая земляными укреплениями. К 1742 году часть старых деревянных стен заменили на новые укрепления, включающие два больших бастиона с куртиной между ними и наполовину ещё один бастион.
В 1774 году к Царицыну подступал с войском Емельян Пугачёв, однако благодаря счастливому случаю казаки из состава гарнизона не переметнулись к нему, распознав в нём самозванца. Осада и артиллерийская дуэль между гарнизоном и пугачёвцами окончалась не в пользу последних. Узнав о приближении к Царицыну правительственных войск И. И. Михельсона, они отступили от города и были окончательно разгромлены у Сальниковой ватаги.
После удачного завершения русско-турецкой войны 1787—1791 годов Царицын утратил военное значение, Царицынская сторожевая линия была упразднена. После 1836 года цитадель срыли по причине ненужности и полного обветшания. Современные крепости церкви Иоанна Предтечи (1664), Успенскую (1718), Свято-Троицкую (1720) и Преображенскую (1771) снесли уже в советское время.